# Cyclothone pygmaea
Cyclothone pygmaea is een  straalvinnige vissensoort uit de familie van borstelmondvissen (Gonostomatidae). De wetenschappelijke naam van de soort is voor het eerst geldig gepubliceerd in 1926 door Jespersen & Tåning.
De soort staat op de Rode Lijst van de IUCN als niet bedreigd, beoordelingsjaar 2007.